# 51-я армия (Япония)
51-я армия (яп. 第51軍) — воинское подразделение японской Императорской армии, действовавшее во время Второй мировой войны.
Сформирована 18 апреля 1945 года под командованием генерал-лейтенанта Кэнгоро Ноды, подчинялась 12-му фронту. Основной задачей было противодействие вторжению Союзников в районе центральной части острова Хонсю в рамках планировавшейся ими операции «Даунфол».
Армия, в основном, дислоцировалась в префектуре Ибараки и, в силу своего местоположения, должна была охранять северные подходы к Токио и региону Канто. Большая часть её солдат состояла из плохо обученных резервистов, недавно призванной молодёжи и ополчения.
После капитуляции Японии 15 августа 1945 года, армия была расформирована, так и не поучаствовав в боевых действиях.

## Состав
- 44-я пехотная дивизия
- 151-я пехотная дивизия
- 221-я пехотная дивизия
- 115-я отдельная смешанная бригада
- 116-я отдельная смешанная бригада
- 7-я отдельная танковая бригада
- армейская артиллерия и части непосредственного подчинения: